# Општина Ваља Теилор (Тулћа)
Ваља Теилор (рум. Valea Teilor) општина је у Румунији у округу Тулћа.
Oпштина се налази на надморској висини од 168 m.

## Становништво

### Хронологија
| Година       | 2005 | 2006 | 2007 | 2008 | 2009 | 2010 | 2011 | 2012 | 2013 | 2014 | 2015 | 2016 | 2017 |
| ------------ | ---- | ---- | ---- | ---- | ---- | ---- | ---- | ---- | ---- | ---- | ---- | ---- | ---- |
| Становништво | 1519 | 1524 | 1537 | 1551 | 1540 | 1552 | 1558 | 1549 | 1533 | 1523 | 1532 | 1533 | 1513 |